# Pacahuara
Pour la langue, voir Pacahuara (langue).
Les Pacahuara sont une ethnie amérindienne de l'Amazonie bolivienne en voie d'extinction établie dans le nord-est du département de Pando. Leur langue, le pacahuara, appartient à la famille des langues panoanes.
Durant la période précolombienne, les Pacahuara ainsi que d'autres groupes appartenant à la même famille linguistique vivent dans l'aire comprise entre les ríos Acre,  Abuná et Madera, depuis sa confluence avec le Río Guaporé jusqu'au lac Rogaguado.
Lors de la colonisation, ils ne se soumettent pas au système des missions jésuites. Certains peuvent être intégrés à la mission jésuite de Cavinas en 1785, puis à celle de Santiago de Pacahuara. 
Lors du boom du caoutchouc, ils se voient forcés de travailler à la récolte de la sève de l'hevea. Le contact avec les colons, les dures conditions de vie dans les baraquements des seringueiros déciment leur population et provoquent pratiquement leur extinction. De nos jours, seules deux familles de Pacahuara, chacune d'environ vingt membres subsistent. De ce fait ils se sont associés à l'ethnie Chácobo pour la reconnaissance de leurs droits.